# L'Art de devenir champion
 (avril 2018).
Si vous disposez d'ouvrages ou d'articles de référence ou si vous connaissez des sites web de qualité traitant du thème abordé ici, merci de compléter l'article en donnant les références utiles à sa vérifiabilité et en les liant à la section « Notes et références ».
Pour plus de détails, voir Fiche technique et Distribution.
L'Art de devenir champion (Hoppy Daze) est un dessin animé Looney Tunes réalisé par Robert McKimson et met en scène Sylvestre le chat et Hippety Hopper sorti en 1960.